# Festetics

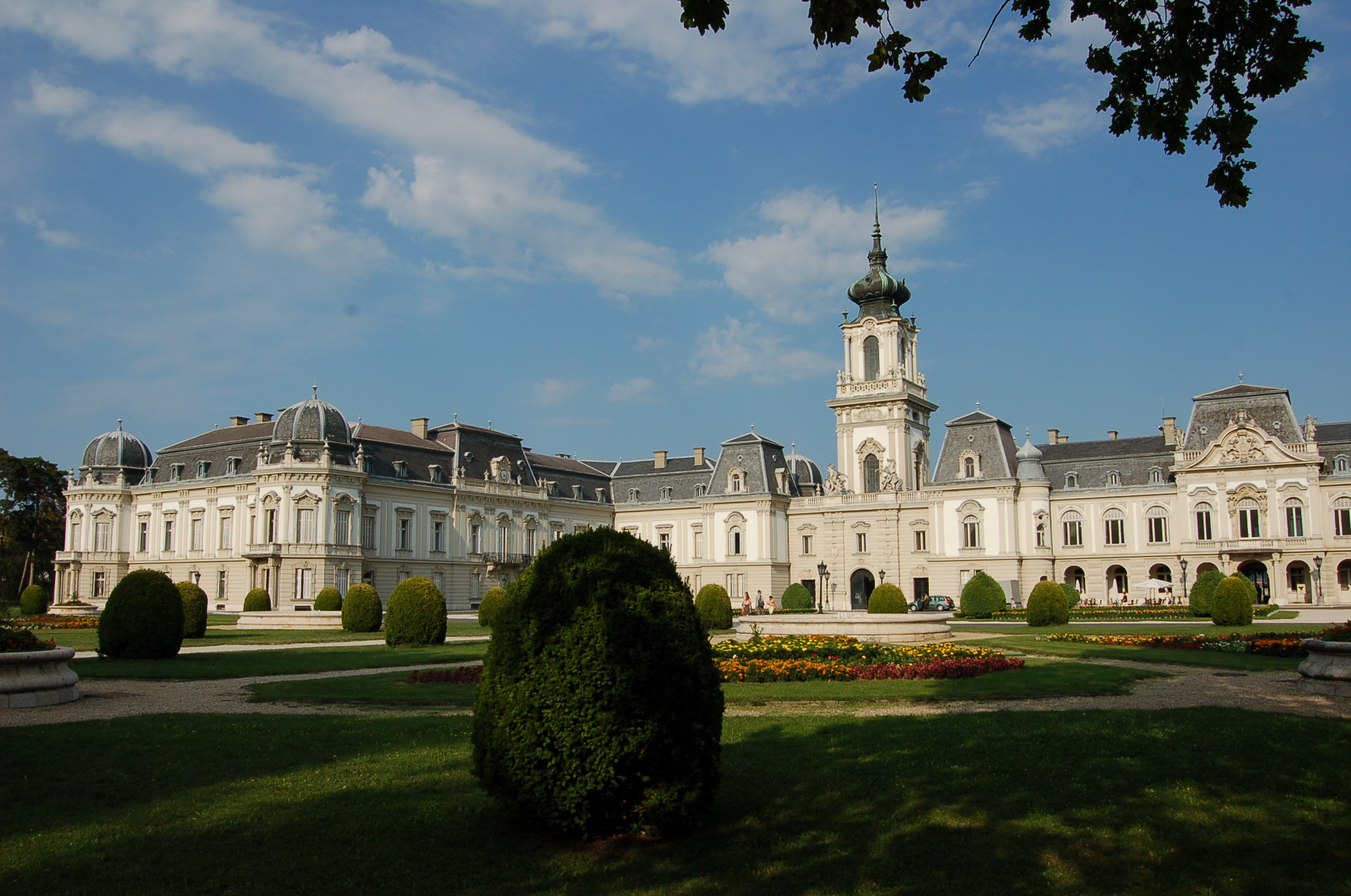
Slottet Festetics i Keszthely i Ungern färdigställdes 1754.

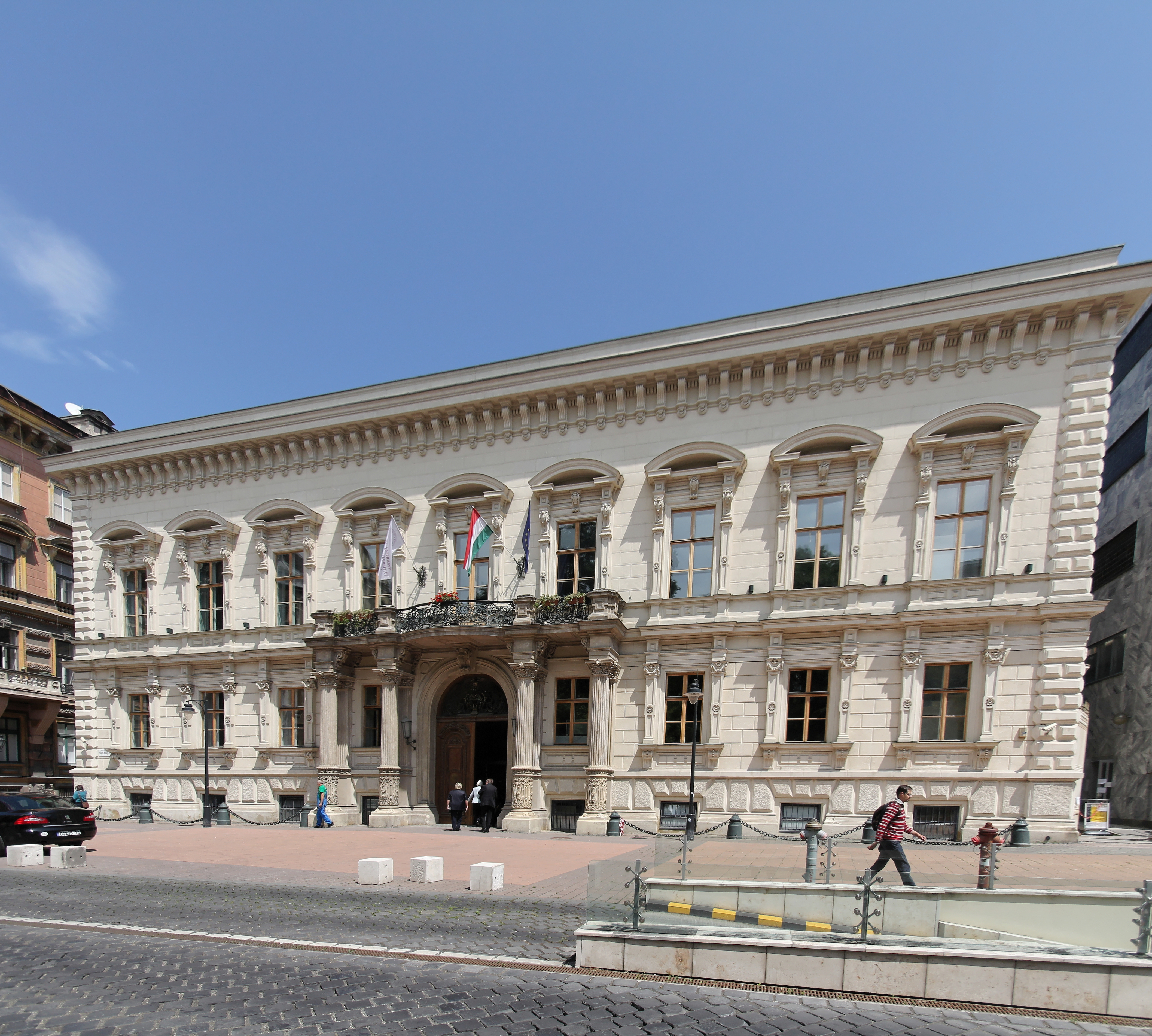
Festetics-palatset i Budapest.

Festetics eller Feštetić är en ungersk adelsätt med kroatiskt ursprung.
Familjen bosatte sig i Ungern på 1700-talet.

## Personer
- Tassilo, furst Festetics von Tolna (1850–1933)